# Diełowoj centr (stacja metra linii Bolszej Kolcewej)
Diełowoj centr (ros. Деловой центр) – stacja linii Bolszej Kolcewej metra moskiewskiego, znajdująca się w centralnym okręgu administracyjnym Moskwy w rejonie Priesnienskim (Пресненский). Otwarcie miało miejsce 26 lutego 2018 roku.
Stacja trójnawowa typu głębokiego kolumnowego z peronem wyspowym położona jest na głębokości 30 metrów. Stacja umożliwia przesiadkę na stację o tej samej nazwie linii Sołncewskiej i na stację Wystawocznaja linii Filowskiej.